# Rasmus Overby
Rasmus Overby, född 12 januari 1989 i Frederiksberg i Köpenhamn, är en dansk handbollstränare och före detta handbollsspelare. Under sin spelarkarriär spelade Overby för FIF, FCK Håndbold och Viborg HK. 
Overby är tillsammans med den svenska landslagsspelaren Johanna Ahlm, som spelade i Sävehof, där Rasmus Overby började sin tränarkarriär.

## Spelarkarriär
Rasmus Overby började som 7-åring att spela handboll i FIF. Han har även spelat två A-landskamper. I 2010 bytte han klubb till Viborg HK på grund av FIF:s dåliga ekonomi. Bara en månad senare skadade han sitt korsband, vilket tvingade honom att stå över resten av säsongen.

## Tränarkarriär
Overby skrev på som tränare för IK Sävehof 2018. Under sin första säsong med klubben blev de tillsammans svenska mästare. Han lämnade klubben 2022, då klubben inte förlängde kontraktet.
Overby började under sommaren 2022 som tränare för København Håndbold, där han övertog tränarrollen från Claus Mogensen. I novemberen 2023 blev han sparkad från klubben på grund av dåliga resultat.
I 2024 blev han huvudtränare för den svenska klubben Skara HF. Tillsammans med Overby blev klubben svenska mästare för första gången 2025, då de slog IK Sävehof med 3-1 i matcher.